# Вејн Пивац
Вејн Пивац (енгл. Wayne Pivac; 1962) новозеландски је рагби тренер, хрватског порекла. Радио је као полицајац на Новом Зеланду и бавио се рагбијем. "Такапуна" је био први тим који је водио као тренер, а први значајан успех је направио са Нортлендом освојивши другу дивизију 1997. Са Окландом је освајао Ренфури шилд и НПЦ 2002. и 2003. Од 2004. до 2007. био је у стручном штабу репрезентације Фиџија. Затим се вратио на Нови Зеланд где је као тренер предводио Норт Харбор и Окланд све до 2011. Дуго је радио као тренер у велшком тиму Скарлетсима, са којима је 2017. освојио Про 12. Након светског купа 2019. наследиће Ворана Гатланда као нови селектор рагби 15 репрезентације Велса.